# C'era una volta il mondo
C'era una volta il mondo è una rivista di Michele Galdieri presentata dalla compagnia di Totò in tutta Italia nella stagione 1947 - '48.

## Storia
La prima si ebbe al Teatro Valle di Roma, il 21 dicembre 1947.
In questa rivista troviamo alcuni dei più famosi sketch della carriera di Totò, tra cui "Il manichino" e "La carica dei Bersaglieri", poi ripresi anche nel film I pompieri di Viggiù. In particolare in questa rivista viene presentato per la prima volta il famoso sketch del "Vagone letto", con Isa Barzizza e Mario Castellani, poi ripreso nella rivista successiva (Bada che ti mangio!) e nel film Totò a colori del 1952. Lo sketch ebbe un tale successo di pubblico che, durante lo svolgersi della tournée, Totò volle ampliarlo dagli otto minuti della durata fino ad oltre tre quarti d'ora, in gran parte improvvisando le battute.

## Critica
Scrisse l'Unità, due giorni dopo la prima:
(Anonimo, l'Unità, Roma, 23 dicembre 1947)